# Torneo de Eastbourne 2012
El AEGON International 2012 es un torneo de tenis. Pertenece al ATP Tour 2012 en la categoría ATP World Tour 250, y al WTA Tour 2012 en la categoría Premier. El torneo tendrá lugar en la ciudad de Eastbourne, Reino Unido, desde el 17 de junio hasta el 23 de junio de 2012.

## Cabezas de serie

### Masculino
| Preclasificado | Tenista               | Ranking |
| 1              | Richard Gasquet       | 19      |
| 2              | Marcel Granollers     | 22      |
| 3              | Andreas Seppi         | 24      |
| 4              | Bernard Tomic         | 27      |
| 5              | Julien Benneteau      | 28      |
| 6              | Andy Roddick          | 32      |
| 7              | Philipp Kohlschreiber | 34      |
| 8              | Pablo Andújar         | 36      |

- Los cabezas de serie, están basados en el ranking ATP del 11 de junio de 2012.

### Femenino
| Preclasificada | Tenista             | Ranking |
| 1              | Agnieszka Radwańska | 3       |
| 2              | Petra Kvitová       | 4       |
| 3              | Caroline Wozniacki  | 7       |
| 4              | Marion Bartoli      | 8       |
| 5              | Angelique Kerber    | 9       |
| 6              | Ana Ivanović        | 14      |
| 7              | Lucie Šafářová      | 21      |
| 8              | Daniela Hantuchová  | 24      |

- Las cabezas de serie, están basadas en el ranking WTA del 11 de junio de 2012.

## Campeones

### Individual masculino
Andy Roddick vence a  Andreas Seppi por 6-3, 6-2.

### Individual femenino
Tamira Paszek vence a  Angelique Kerber por 5-7, 6-3, 7-5.

### Dobles masculino
Colin Fleming /  Ross Hutchins vencen a  Jamie Delgado /  Ken Skupski por 6-4, 6-3.

### Dobles femenino
Nuria Llagostera Vives /  María José Martínez Sánchez vencen a  Liezel Huber /  Lisa Raymond por 6-4, retiro.